# 1895 în film
- 1894 în cinematografie — 1895 în cinematografie — 1896 în cinematografie

## Premiere
- Akrobatisches Potpourri
- Annabelle Serpentine Dance
- L' Arrivée d'un train à La Ciotat
- L'Arroseur Arrosé
- Autour d'une cabine
- Barque sortant du port
- Bauerntanz zweier Kinder
- Billy Edwards and the Unknown sau Billy Edwards Boxing
- La Charcuterie mécanique
- The Clown Barber
- Das Boxende Känguruh
- The Derby
- Dickson Experimental Sound Film
- The Execution of Mary Stuart
- Les Forgerons
- Griffo-Barnett Prize Fight
- Der Jongleur
- La Mer
- Opening of the Kiel Canal
- The Oxford and Cambridge University Boat Race
- Partie de cartes
- La Pêche aux poissons rouges
- Place des Cordeliers à Lyon
- The Photographical Congress Arrives in Lyon
- Princess Ali aka Egyptian Dance
- Repas de bébé
- Rough Sea at Dover
- Le Saut à la couverture
- Serpentinen Tanz
- Sparring Contest at Canastota
- La Voltige
- Workers Leaving the Lumière Factory